# Washingtoner Abkommen zur Gründung der Bosnisch-Kroatischen Föderation in Bosnien und Herzegowina
|  | Dieser Artikel oder Abschnitt wurde wegen inhaltlicher Mängel auf der Qualitätssicherungsseite der Redaktion Geschichte eingetragen (dort auch Hinweise zur Abarbeitung dieses Wartungsbausteins). Dies geschieht, um die Qualität der Artikel im Themengebiet Geschichte auf ein akzeptables Niveau zu bringen. Dabei werden Artikel gelöscht, die nicht signifikant verbessert werden können. Bitte hilf mit, die Mängel dieses Artikels zu beseitigen, und beteilige dich bitte an der Diskussion! |

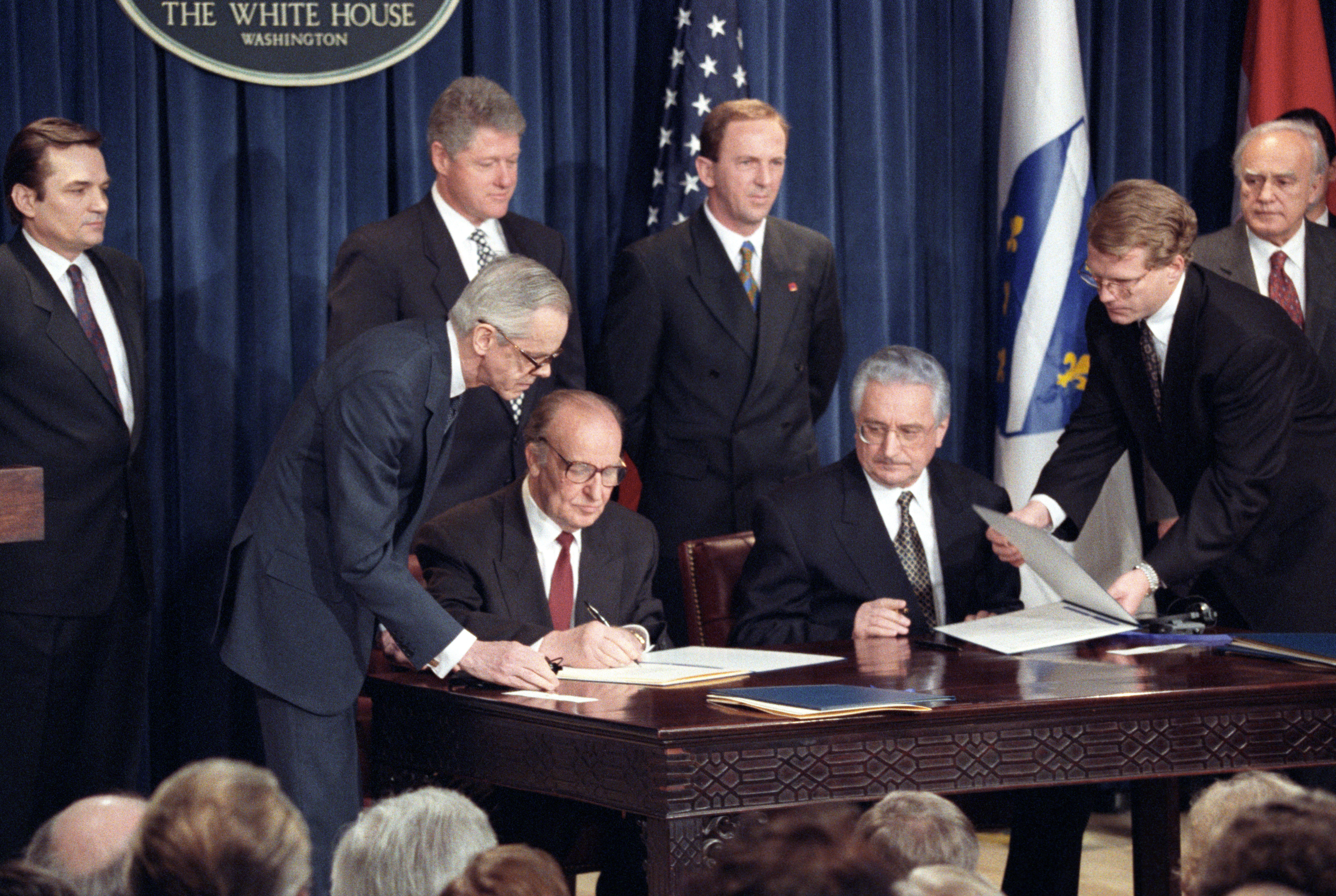
Alija Izetbegović und Franjo Tuđman bei der Unterzeichnung des Washingtoner Abkommens

Das am 18. März 1994 unterzeichnete Washingtoner Abkommen zur Gründung der Bosnisch-Kroatischen Föderation in Bosnien und Herzegowina beendete den kroatisch-bosnischen Krieg und sah die Schaffung der Föderation Bosnien und Herzegowina vor. Das Abkommen wurde von Haris Silajdžić, Mate Granić und Krešimir Zubak unterzeichnet.
Mit dem Abkommen beendete Kroatien seine Teilungspolitik in Bosnien und verbündete sich wieder mit dem bosnischen Staat gegen die serbischen Streitkräfte. Am 14. Dezember 1995 wurde der Bosnienkrieg mit dem in Paris unterzeichneten Dayton-Abkommen beendet.